# Piriri to Yukō!
Singles de Berryz Kōbō
Fighting Pose wa Date ja nai!
(2004) Happiness ~Kōfuku Kangei!~
(2004)
Piriri to Yukō! (ピリリと行こう!) est le 3e single du groupe de J-pop Berryz Kōbō.

## Présentation
Le single, écrit, composé et produit par Tsunku, sort le 26 mai 2004 au Japon sur le label Piccolo Town. Il ne sort qu'un mois après le précédent single du groupe, Fighting Pose wa Date ja nai!. Il atteint la 36e place du classement des ventes hebdomadaire de l'Oricon. Il sort aussi deux semaines après au format "single V" (vidéo DVD). La chanson-titre du single figurera sur le premier album du groupe, 1st Chō Berryz qui sort en juillet suivant, ainsi que sur ses compilations Special! Best Mini de 2005 et Special Best Vol.1 de 2009.

## Formation
Membres créditées sur le single :
- Saki Shimizu
- Momoko Tsugunaga
- Chinami Tokunaga
- Māsa Sudō
- Miyabi Natsuyaki
- Maiha Ishimura
- Yurina Kumai
- Risako Sugaya

## Liste des titres
Single CD
1. Piriri to Yukō! (ピリリと行こう!?)
2. Kaccho ē! (かっちょええ！?)
3. Piriri to Yukō! (Instrumental) (ピリリと行こう!...?)

Single V (DVD)
1. Piriri to Yukō! (ピリリと行こう!?)
2. Piriri to Yukō! (Close Up Ver.) (ピリリと行こう!...?)
3. Making Eizô (メイキング映像?) (Making-of)